# Бурти (Кам'янець-Подільський район)
Бурти́ — село в Україні, у Гуківській сільській територіальній громаді Кам'янець-Подільського району Хмельницької області.

## Назва
Село Бурти виникло на місці буртового виготовлення селітри, мабуть від цього походить назва села.

## Географія
Село Бурти розташоване біля річки Потік Кізя, за 31 кілометр автодорогами від Кам’янця-Подільського. Повз село проходить автошлях регіонального значення Р24.

## Історія
У XVII-XVIII століттях село Бурти належало Скальському староству.
В 1587 році тут цих місцях стояв табором гетьман Тарновський.
В 1600, 1612, 1618 роках перебував гетьман Станіслав Жолкевський.
В 1672 році стояла табором татарська орда.
Внаслідок поразки визвольних змагань на початку XX століття, село надовго окуповане російсько-більшовицькими загарбниками.
Радянська окупація принесла колективізацію та розкуркулення, селяни зазнали репресій.
У 1932–1933 роках селяни села пережили влаштований комуністами голодомор.
З 1991 року в складі незалежної України.
15 вересня 2016 року шляхом об'єднання сільських територіальних громад, село увійшло до складу Гуківської сільської громади, до цього органом місцевого самоврядування була Гуківська сільська рада.
До адміністративної реформи 19 липня 2020 року село належало до Чемеровецького району, після його ліквідації, увійшло до складу Кам'янець-Подільського району.

## Населення
За переписом населення України 2001 року в селі мешкало 89 осіб.
Розподіл населення за рідною мовою за даними перепису 2001 року:
| Мова       | Відсоток |
| ---------- | -------- |
| українська | 98,88%   |
| російська  | 1,12%    |

## Пам'ятки
Майдан Окопи Тарнавського — археологічна пам'ятка місцевого значення. Знаходиться за 2 км на південний схід від села в полі біля дороги з Оринина в Гуків. Поряд проходив Волоський шлях, по якому кримські татари, турки, волохи нападали на Поділля і Покуття. У 1587 році на цьому місці знаходилась ставка гетьмана Тарнавського.

## Природоохоронні території
Село лежить у межах національного природного парку «Подільські Товтри».

## Світлини

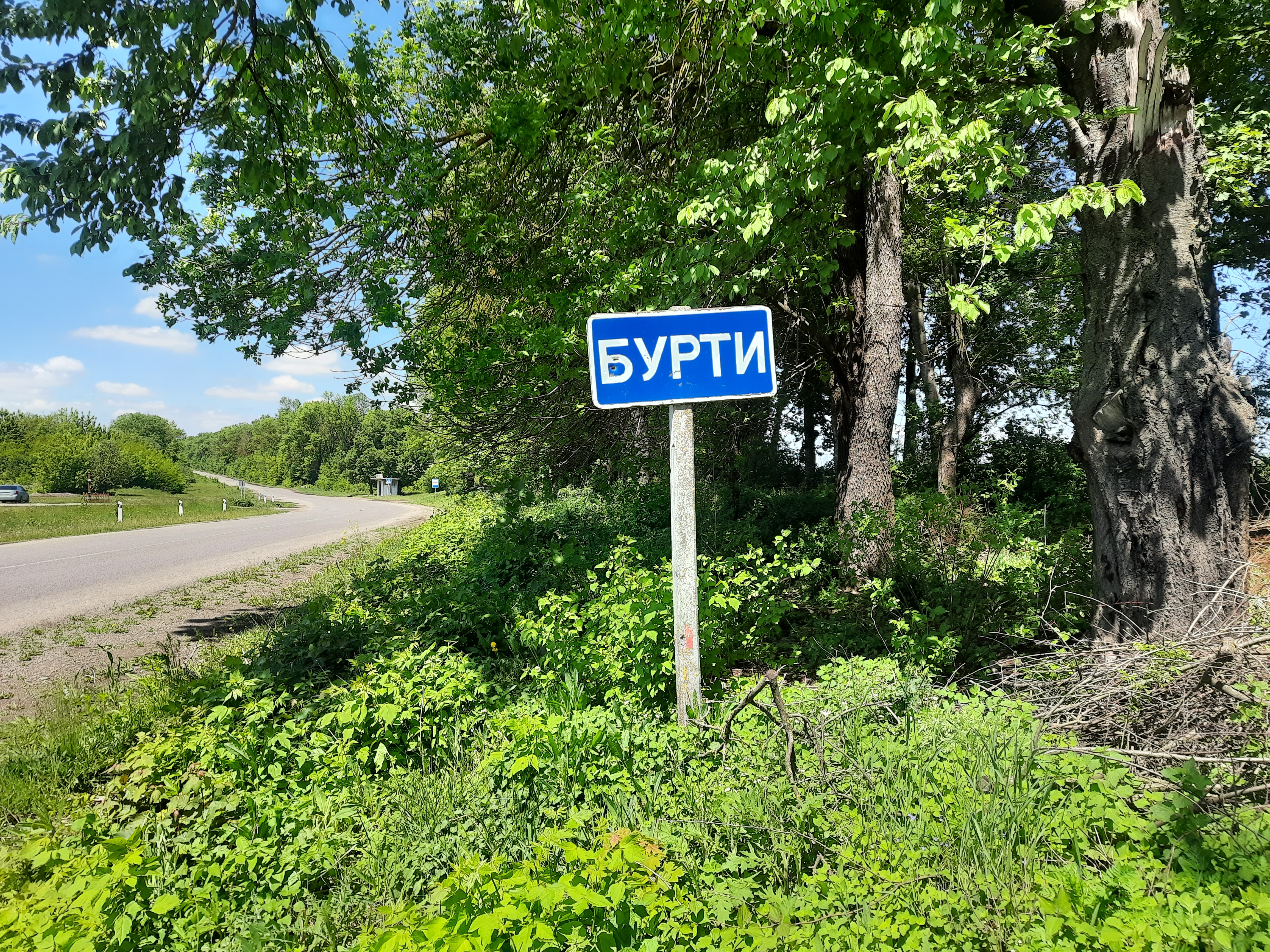
Біля в'їзду в село
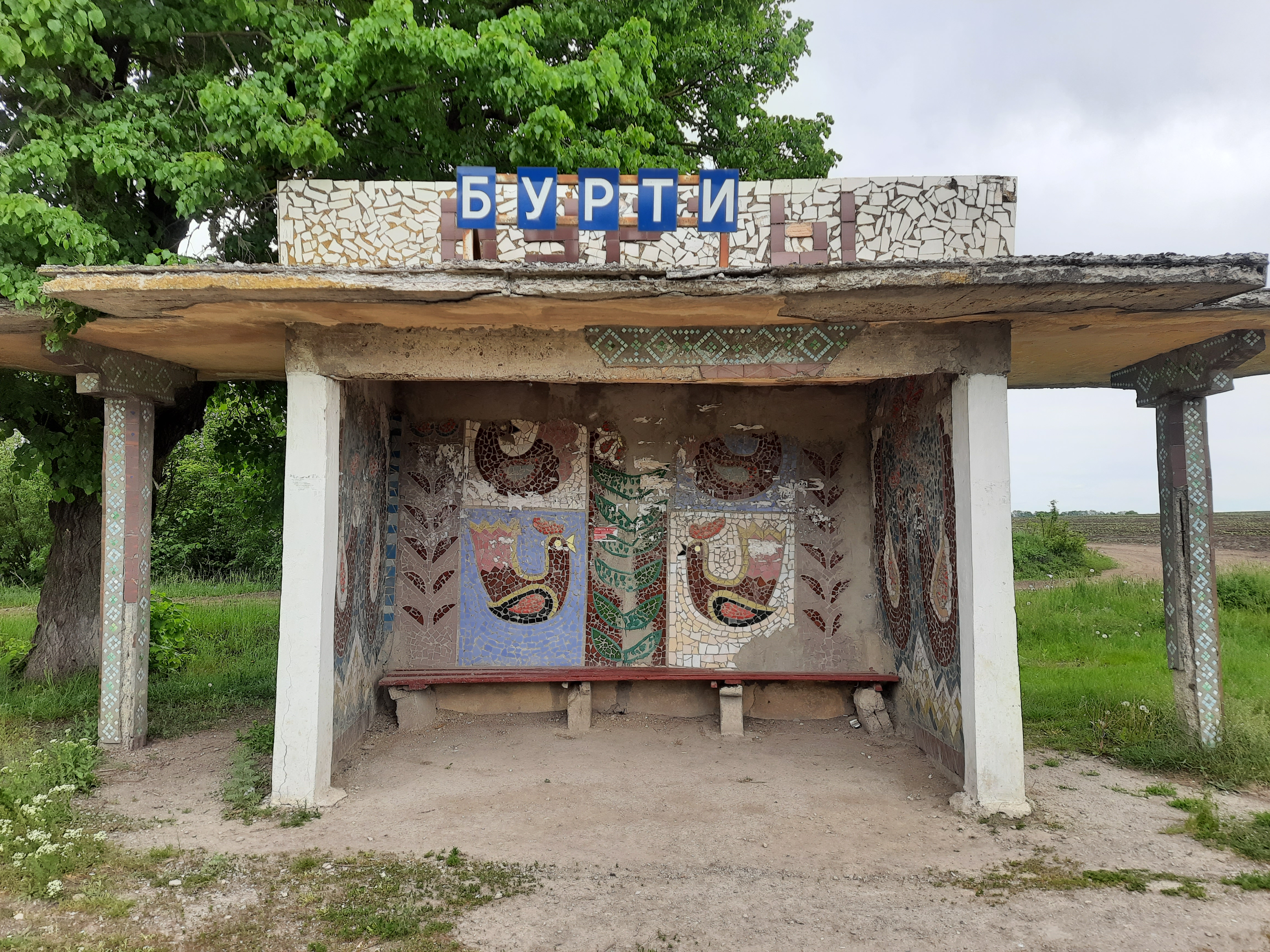
Автобусна зупинка
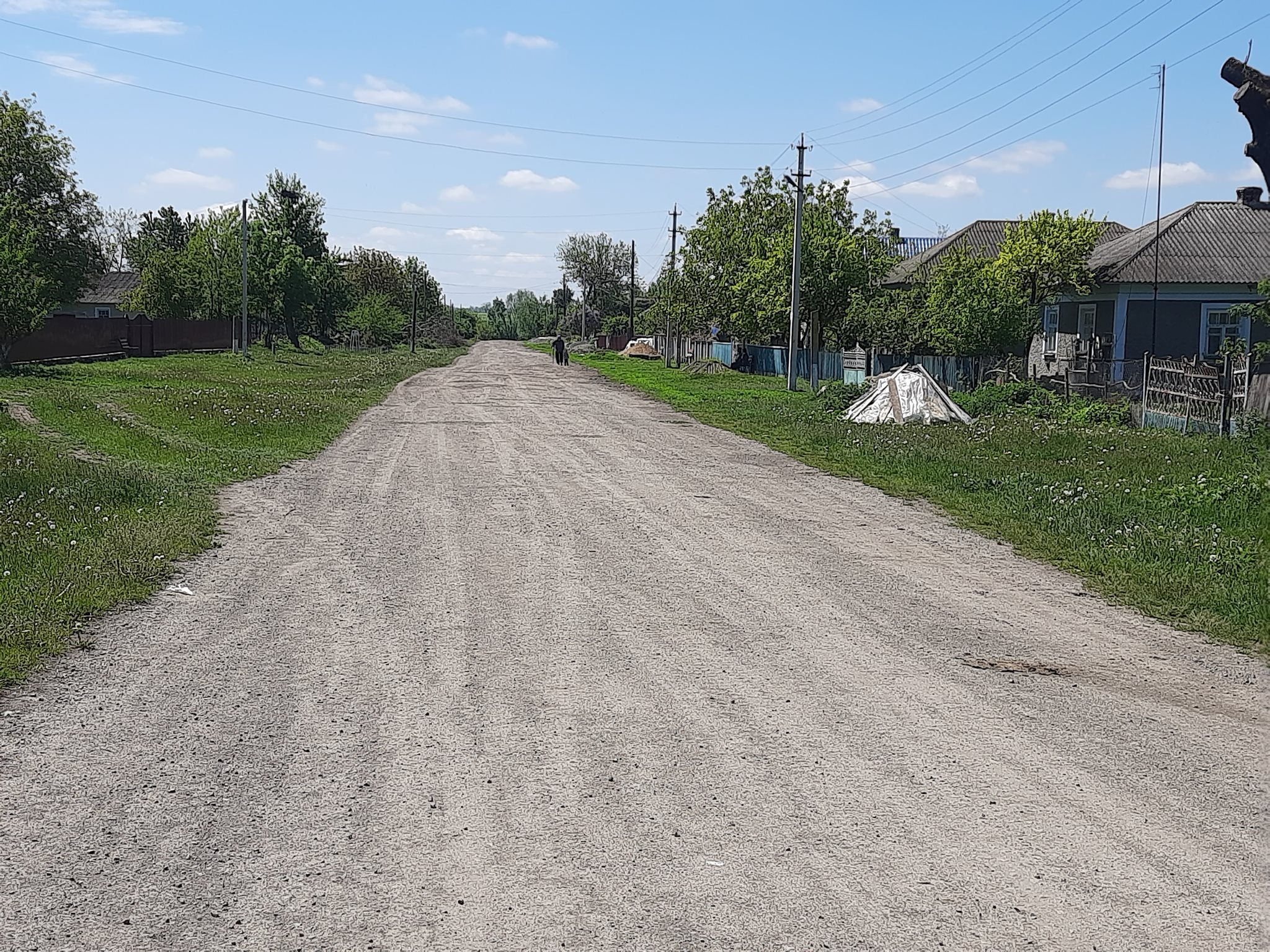
Єдина вулиця села
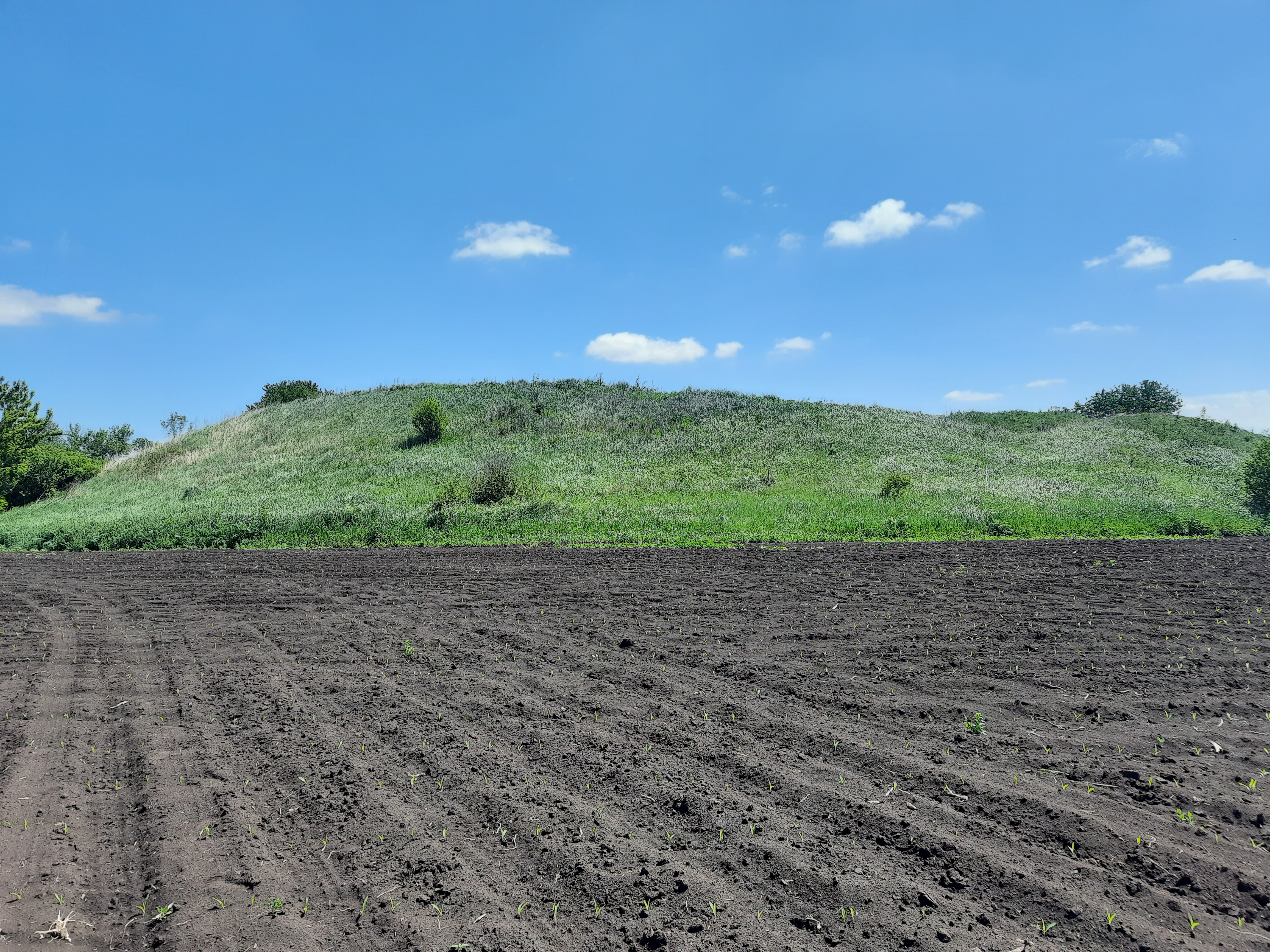
Курган "Розбита Могила." неподалік села
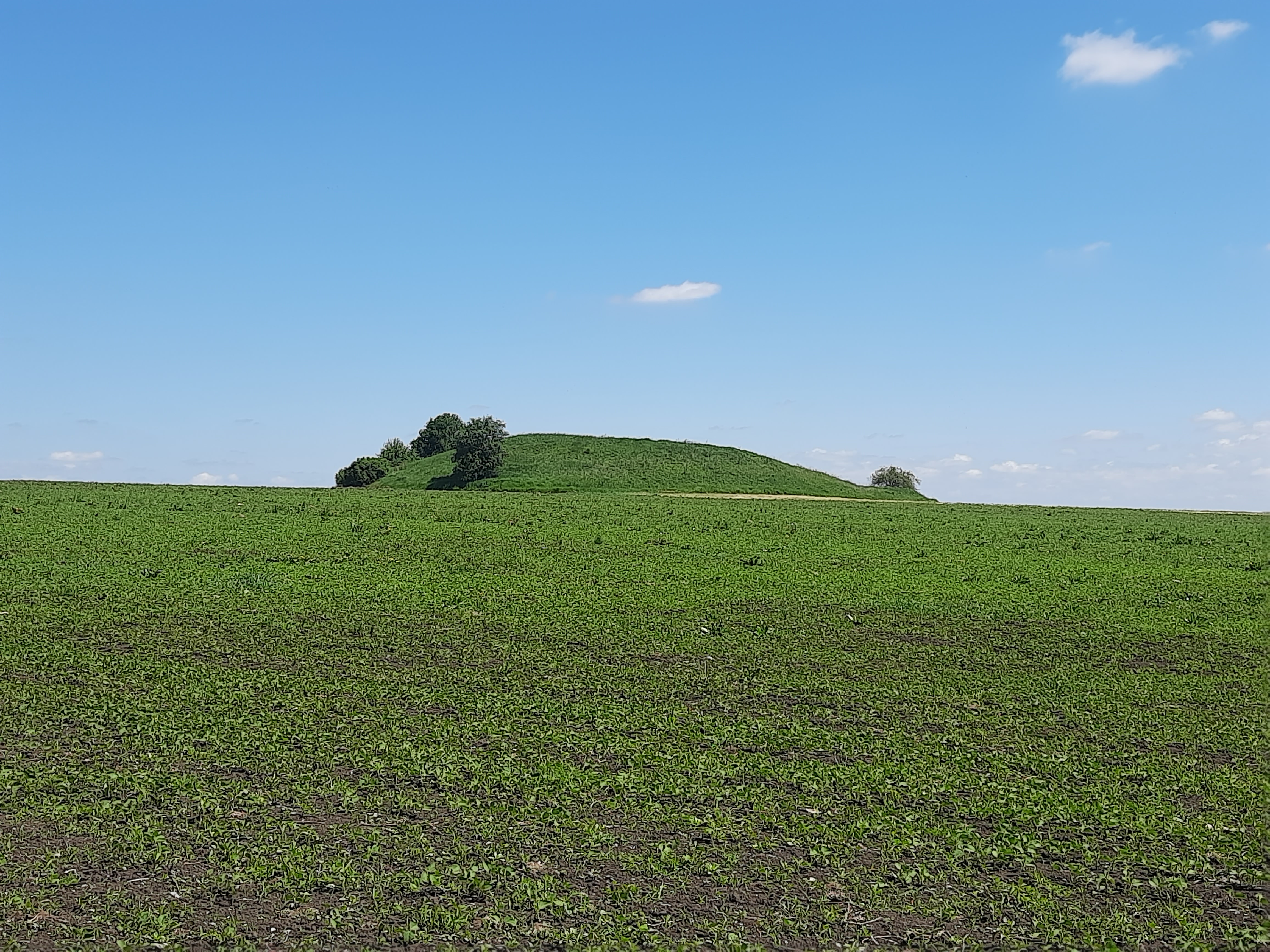
Курган "Кругла Могила." неподалік села